# Leishmaniosi cutània
La leishmaniosi cutània és la forma més comuna de leishmaniosi que afecta els humans. És una infecció de la pell causada per un paràsit unicel·lular que es transmet per la picada d'un flebòtom. Hi ha una trentena d'espècies de Leishmania que poden causar leishmaniosi cutània. L'uta és una mena d'aquesta condició mèdica que ocorre als Andes peruans, causada per Leishmania peruviana.
Aquesta malaltia es considera una zoonosi (una malaltia infecciosa que es transmet naturalment dels animals als humans), amb l'excepció de Leishmania tropica, que sovint és una malaltia antroponòtica (una malaltia infecciosa que es transmet de manera natural dels humans als animals vertebrats).

## Signes i símptomes

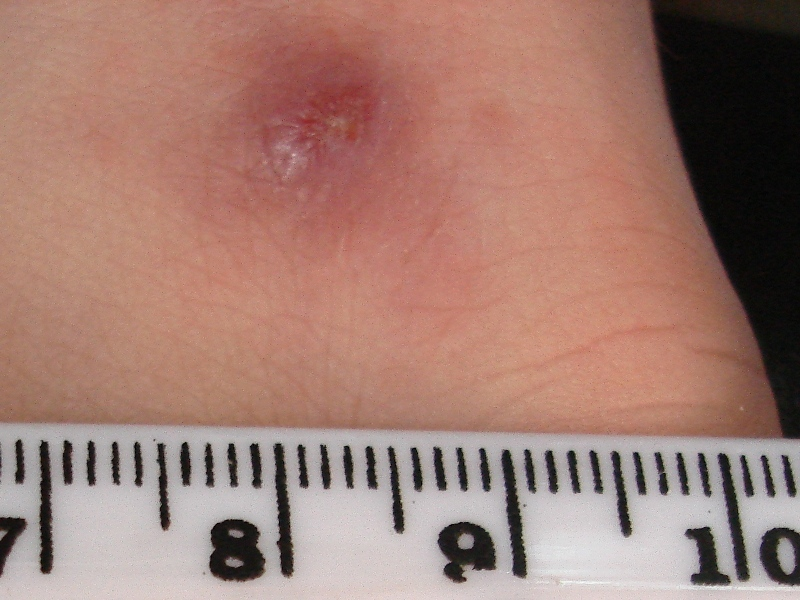
Lesió de leishmaniosi cutània

### Leishmaniosi dèrmica post-kala-azar
La leishmaniosi dèrmica post-kala-azar (PKDL) és una recurrència de kala-azar que pot aparèixer a la pell de les persones afectades mesos i fins a 20 anys després de ser tractada parcialment, no tractada o fins i tot en aquelles que es consideren tractades adequadament. Al Sudan es poden demostrar fins al 60% dels casos tractats. Es manifesten com a lesions cutànies hipopigmentades (com màcules, pàpules, nòduls) o enrogiment facial. Tot i que qualsevol organisme que provoqui kala-azar pot provocar PKDL, s'associa habitualment amb Leishmania donovani, que dona diferents patrons de malaltia a l'Índia i al Sudan. En la variant índia els nòduls creixen amb el temps formant plaques que rarament s'ulceren, però els nòduls de la varietat africana sovint s'ulceren a mida que progressen. En la varietat africana és freqüent l'afectació nerviosa, però rara al subcontinent indi. La histologia revela una barreja de cèl·lules inflamatòries cròniques; hi pot haver granuloma macròfag o epiteloide.
L'enfocament actual del diagnòstic implica:
1. demostració del paràsit per microscòpia, cultiu in vitro o inoculació animal;
2. immunodiagnòstic de l'antigen del paràsit;
3. detecció d'ADN del paràsit al teixit.

Les eines més noves basades en la reacció en cadena de la polimerasa (PCR) tenen una major sensibilitat i especificitat. S'ha reportat l'aparició de PKDL en persones afectades pel VIH i pot convertir-se en un problema en el futur.
L'estibogluconat de sodi, sol o en combinació amb rifampicina, s'usa per al tractament de PKDL durant un llarg tractament de fins a 4 mesos. El compliment pot ser un problema per a un curs tan llarg.

### Leishmaniosi mucocutània
La leishmaniosi mucocutània és una forma especialment pertorbadora de leishmaniosi cutània, perquè produeix lesions destructives i desfigurants de la cara.
La leishmaniosi mucocutània és difícil de tractar. El tractament implica l'ús de compostos antimonials pentavalents, que són altament tòxics (els efectes secundaris comuns inclouen tromboflebitis, pancreatitis, cardiotoxicitat i hepatotoxicitat) i poc efectius. Per exemple, en un estudi, malgrat el tractament amb dosis elevades d'estimogluconat de sodi durant 28 dies, només el 30% dels pacients es van mantenir lliures de malaltia als 12 mesos de seguiment. Fins i tot en aquells pacients que aconsegueixen una cura aparent, fins a un 19% recaurà. S'han provat diverses combinacions de fàrmacs amb immunomoduladors, per exemple, una combinació de pentoxifilina (inhibidor del TNF-α) i un antimonial pentavalent a dosis altes durant 30 dies en un estudi aleatoritzat controlat amb placebo a petita escala (23 pacients) del Brasil. va aconseguir taxes de curació del 90% reduint el temps de curació, un resultat que s'ha d'interpretar amb cautela a la llum de les limitacions inherents als estudis a petita escala. En un estudi anterior a petita escala (12 pacients), l'addició d'imiquimod va mostrar resultats prometedors que s'hauria de confirmar en assaigs que impliquin un nombre més gran de pacients.

## Diagnòstic

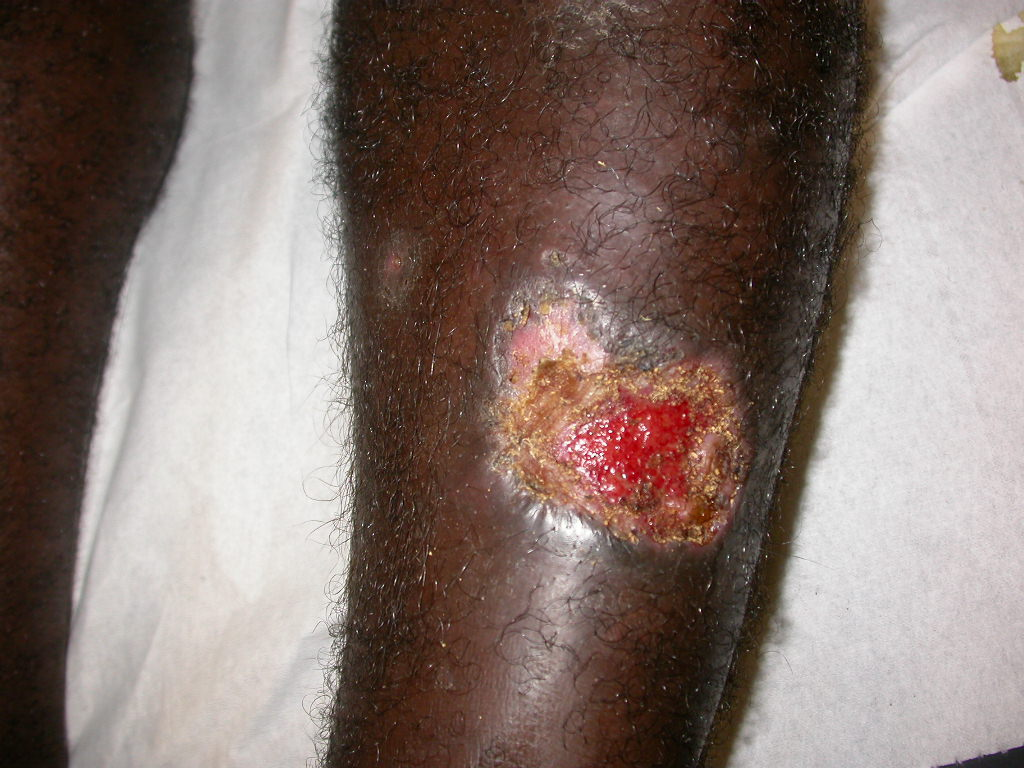
Leishmaniosi cutània en un home de la Guaiana Francesa

El diagnòstic es basa en l'aspecte característic de lesions aixecades i escamoses no curatives que poden ulcerar-se i infectar-se secundàriament.
En entorns amb recursos limitats, l'aspiració amb agulla fina de la lesió es confirma amb la identificació de la forma amastigota de Leishmania. L'estàndard d'or per al diagnòstic és una prova de PCR.

## Tractament

### Leishmaniosi cutània i mucocutània americana
No es coneix el millor tractament per a la leishmaniosi cutània i mucocutània americana (ACML). Els fàrmacs antimonials pentavalents (estimogluconat sòdic [SSG]) i antimonat de meglumina [Glucantime, MA]) s'usen des de la dècada de 1940, però són cars, tòxics i dolorosos. Els tractaments que funcionen per a una espècie de Leishmania poden no funcionar per a una altra; per tant, es recomana identificar l'espècie exacta abans d'iniciar el tractament. Malauradament, la leishmaniosi és una malaltia òrfena als països desenvolupats i gairebé totes les opcions de tractament actuals són tòxiques amb efectes secundaris significatius.
A continuació s'enumeren els tractaments més ben estudiats per a l'ACML causada per dues espècies de Leishmania. Tanmateix, cal tenir en compte que la majoria dels estudis que examinaven els tractaments de l'ACML estaven mal dissenyats. Per tant, avui dia no hi ha recomanacions o directrius definitives de tractament disponibles, ja que són necessaris estudis a gran escala i ben realitzats per avaluar els efectes a llarg termini dels tractaments actuals.
- Leishmania braziliensis i Leishmania panamensis: hi ha una bona evidència que l'al·lopurinol oral més l'AM intramuscular és superior a qualsevol dels dos medicaments sols. A més, un curs de 20 dies d'AM intravenós va ser millor que un curs de 7 dies, així com un curs de 3 o 7 dies d'AM intravenós amb paromomicina + clorur de metilbenzetoni al 12%.[18]
- Per a L. braziliensis, la pentoxifil·lina oral més la SSG intravenosa sembla ser més eficaç que la SSG intravenosa sola, i l'AM intravenosa va ser superior al sulfat de paromomicina intramuscular i a la pentamidina IV. De la mateixa manera, es va demostrar que la MA intramuscular era millor que la vacuna bacil de Calmette-Guérin .[18]
- Per a L. panamensis, es va demostrar que el ketoconazole oral, la miltefosina oral i la paromomicina tòpica + 12% de clorur de metilbenzetoni són superiors al placebo.[18]

No hi ha proves sòlides de l'eficàcia de la cirurgia, itraconazole i fluconazole orals, antibiòtics orals (rifampicina, metronidazole, cotrimoxazole), amfotericina B intravenosa o tòpica, dapsona oral, teràpia fotodinàmica, promoció de teràpies curatives, làser o tractaments de crioteràpia.

### Leishmaniosi cutània del Vell Món
De manera similar a l'ACML, les recomanacions de tractament per a la leishmaniosi cutània del Vell Món (OWCL) són incertes a causa de la variabilitat i les inconsistències de la investigació.
La majoria dels estudis realitzats per avaluar els tractaments de l'OWCL incloïen dues espècies de paràsits, Leishmania major i Leishmania tropica. Els tractaments més ben estudiats per a l'OWCL són l'itraconazole oral i la paromomicina tòpica.
Els pacients tractats amb itraconazole oral durant una mitjana de 2,5 mesos van tenir una taxa de curació més alta en comparació amb el placebo, però també van tenir una taxa més alta d'efectes secundaris, com ara dolor gastrointestinal, funció hepàtica anormal, mals de cap i marejos.
Els pacients tractats amb paromomicina tòpica no van mostrar cap diferència en la taxa de curació en comparació amb el placebo, però els pacients tractats amb paromomicina van tenir una taxa més alta de reaccions adverses a la pell.
Els tractaments per a altres espècies de Leishmania responsables de l'OWCL, com L. infantum, L. aethiopica i L. donovani, no s'han estudiat a fons. A més, els efectes del tractament de la leishmaniosi en nens, dones en edat fèrtil, pacients amb comorbiditats i pacients immunodeprimits no estan ben establerts.

## Epidemiologia

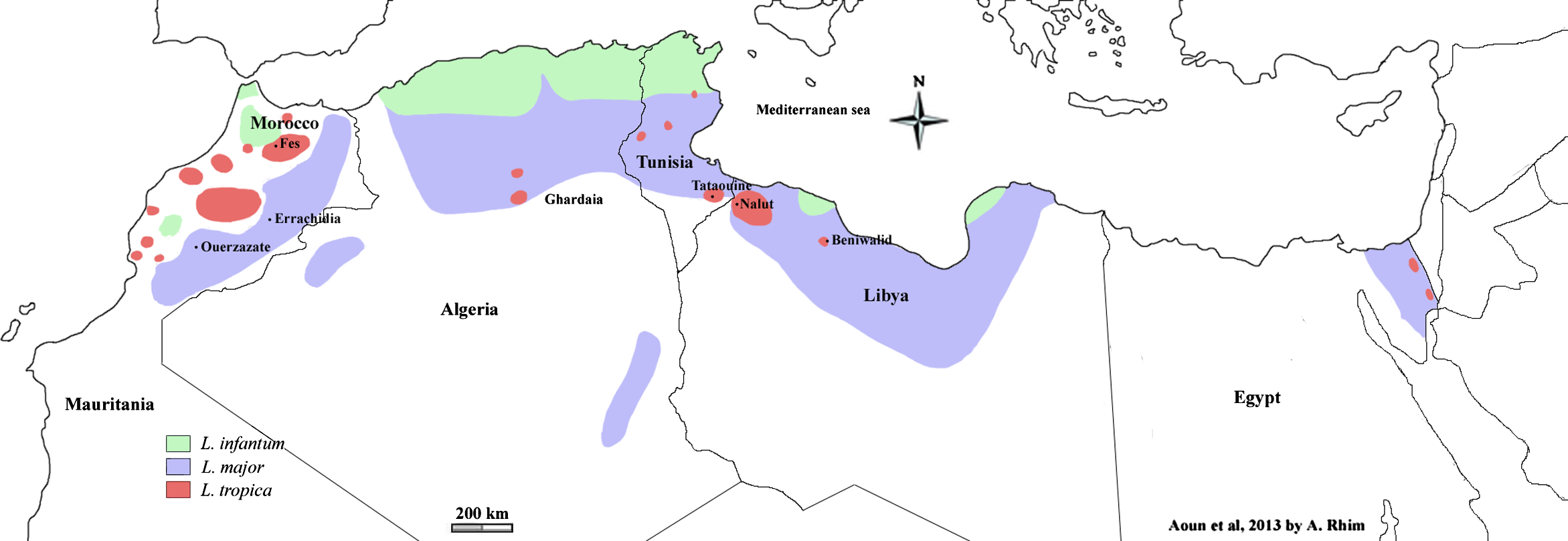
Distribució de la leishmaniosi cutània al nord d'Àfrica; Leishmania infantum = verd, Leishmania major = blau, Leishmania tropica = vermell

La leishmaniosi cutània és endèmica a totes les zones tropicals i subtropicals del món. La distribució d'aquesta malaltia està molt lligada a la geografia, i fins i tot pobles a 15 quilòmetres de distància poden tenir taxes molt diferents de leishmaniosi cutània.
La majoria de les espècies de Leishmania són capaces d'infectar els humans i causar leishmaniosi cutània. Al Nou Món, aquests organismes inclouen L. amazonensis, L. braziliensis, L. guyanensis, L. lainsoni, L. lindenbergi, L. mexicana, L. naiffi, L. panamensis, L. peruviana, L. shawi, i L. venezuelensis. Les espècies del Vell Món que causen leishmaniosi cutània inclouen L. aethiopica, L. infantum, L. major i L. tropica. Amb l'excepció de L. tropica —que s'associa habitualment amb els assentaments humans i, per tant, es considera una espècie antroponòtica—, tots aquests organismes són zoonòtics. A mesura que es produeixen canvis demogràfics als països en desenvolupament, algunes espècies que tradicionalment s'han considerat zoonòtiques (per exemple, L. panamensis) s'estan convertint principalment en patògens humans.
Els gossos i els rosegadors serveixen com a hostes reservoris primaris d'animals en el cicle selvàtic, però les persones amb PKDL crònica també poden servir com a hostes reservoris importants per a la leishmaniosi cutània. Els vectors més comuns de la leishmaniosi cutània al Vell Món són els flebòtoms del gènere Phlebotomus, mentre que Lutzomyia i els de la família Psychodidae (especialment el gènere Psychodopygus) són els vectors més comuns al Nou Món. Hi ha més de 600 espècies de flebotomins, i només 30 d'aquestes són vectors confirmats. S'ha observat leishmaniosi cutània en tropes americanes i canadenques que tornaven de l'Afganistan.

### Mitjans de prevenció
Els felbòtoms principalment piquen de la nit i solen aparèixer a uns mig metre del terra (per tant, dormir en llits alts pot prevenir la infecció). Per evitar picades, apliqueu repel·lent de mosquits i cobriu el cos.
Els estudis realitzats en els últims anys mostren que la planta Bougainvillea glabra pot protegir contra els flebòtoms. Es va trobar que la planta era tòxica per als flebòtoms i que la vida útil de les mosques que menjaven d'aquesta planta es va escurçar significativament i de vegades va provocar la seva mort prematura abans que poguessin propagar la malaltia.
L'estudi de la Universitat Hebrea va trobar que algunes plantes atreuen els flebòtoms. Aquestes plantes sovint atrauen els flebòtoms fins a 14 vegades més que Bougainvillea glabra, però a diferència de Bougainvillea glabra, no són tòxiques per als flebòtoms. A partir d'aquesta informació, es pot controlar la dispersió dels flebòtoms limitant el creixement d'aquestes plantes prop de zones poblades. Alternativament, aquestes plantes poden servir per capturar i controlar mosques de la sorra utilitzant els seus compostos d'olor o les mateixes plantes al costat de simples trampes de cola, o ruixant-les amb pesticides mortals per als flebòtoms que són segurs per a humans i mamífers (per exemple, àcid bòric o spinosad) aturant així la propagació de la malaltia. De les desenes de plantes examinades, les tres plantes que van atreure especialment als flebòtoms són Ochradenus baccatus, Prosopis farcta i Tamarix nilotica.

### Brot del 2016
L'Orient Mitjà, el 2016, sembla estar experimentant un augment de la malaltia de la leishmaniosi cutània a causa dels migrants que fugien de l'Estat Islàmic de l'Iraq i el Llevant. Han aparegut informes sobre l'augment de la malaltia a Turquia, el Líban i altres llocs.
L'enorme augment de la propagació de la malaltia s'atribueix a les crisis de refugiats a l'Orient Mitjà i al nord d'Àfrica durant els últims anys 2010-15, especialment a causa del desplaçament de milions de refugiats sirians. El brot entre els refugiats sirians va ser documentat per l'Organització Mundial de la Salut (OMS) el 2012.

### Nepal
Un estudi recent amb una gran sèrie de casos de la regió del centre-oest del Nepal ha demostrat que la leishmaniosi cutània és una afecció mèdica poc reconeguda que planteja reptes per a la salut i obliga a noves directrius per a la seva eliminació/erradicació.

## Altres animals

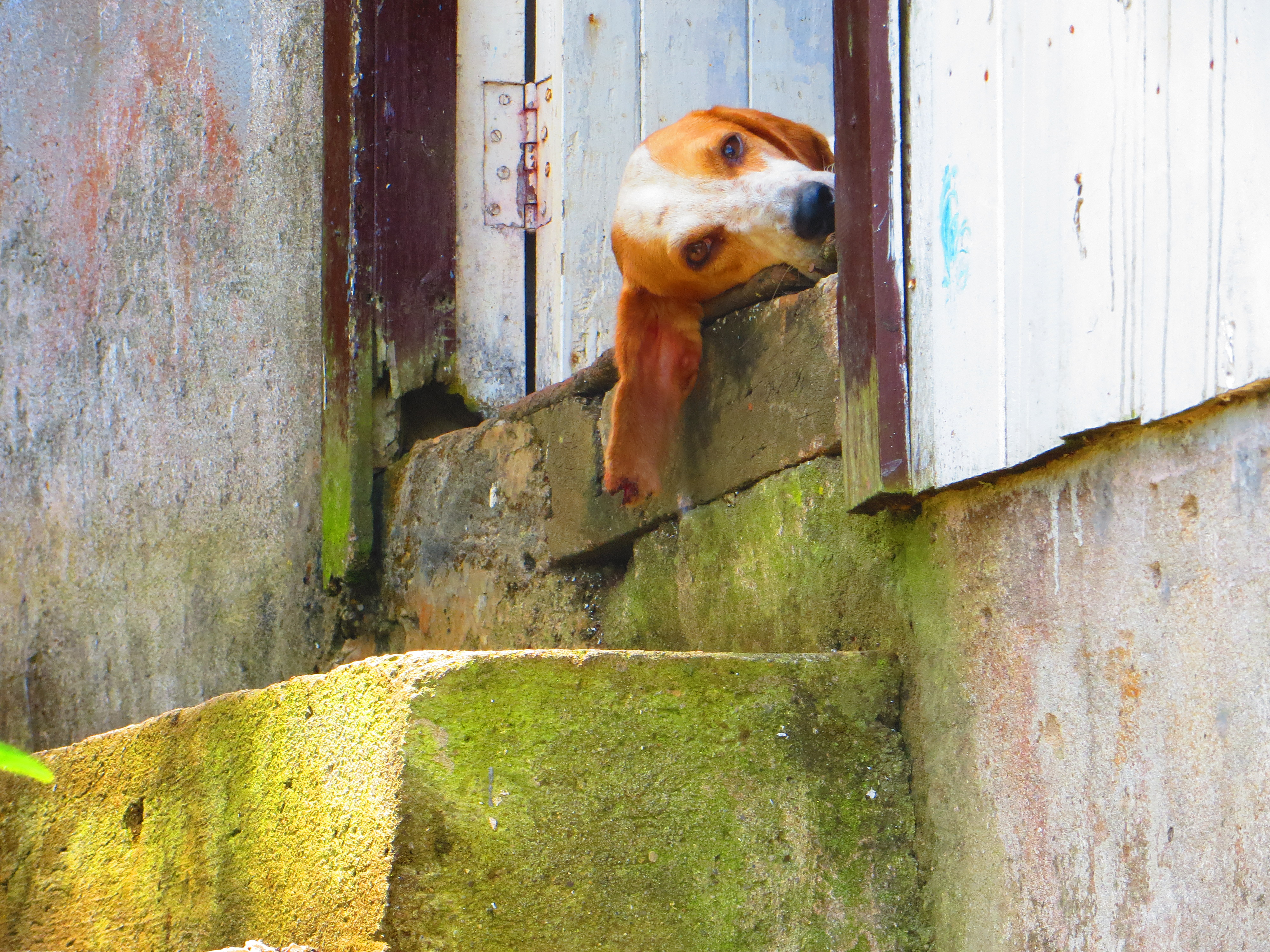
Un gos a Nicaragua amb leishmaniosi cutània que afecta l'oïda

A més dels humans, la leishmaniosi cutània sovint afecta altres animals, sobretot en gossos causant la leishmaniosi canina.